# シクロテトラデカン
シクロテトラデカンは分子式C14H28のシクロアルカンである。ひずみエネルギーが小さいことで知られている。